# کامراتا نوا
کامراتا نوا (به ایتالیایی: Camerata Nuova) یک کومونه در ایتالیا است که در استان رم واقع شده‌است.

## خصوصیات
کامراتا نوا ۴۰٫۳ کیلومترمربع مساحت و ۴۸۰ نفر جمعیت دارد و ۸۱۰ متر بالاتر از سطح دریا واقع شده‌است.